# Liste der denkmalgeschützten Objekte in Graz/Mariatrost
Die Liste der denkmalgeschützten Objekte in Graz/Mariatrost enthält die 43 denkmalgeschützten, unbeweglichen Objekte des XI. Grazer Stadtbezirks Mariatrost.

## Denkmäler
| Foto |                 | Denkmal                                                                                                  | Standort                                                               | Beschreibung | Metadaten |
| ---- | --------------- | --- | ---------------------------------------------------------------------- | --- | --- |
| ja   | Datei hochladen | Kriegerdenkmal HERIS-ID: 103628 Objekt-ID: 120143                                                        | Kirchbergstraße Standort KG: Graz Stadt-Fölling                        | Das Mariatroster Kriegerdenkmal wurde 1951 errichtet und enthält 72 Namen von Gefallenen des 1. Weltkriegs und 132 Namen von Gefallenen des 2. Weltkriegs. Die Instandhaltung erfolgt durch den Kameradschaftsbund Graz-Mariatrost. | BDA-Hist.: Q37798158 Status: § 2a Stand der BDA-Liste: 2025-06-30 Name: Kriegerdenkmal GstNr.: 26 |
| ja   | Datei hochladen | Angelus-Stiege mit Skulpturengruppe und Kruzifix HERIS-ID: 103421 Objekt-ID: 119919                      | bei Kirchplatz 4 Standort KG: Graz Stadt-Fölling                       | Die Angelus-Stiege wurde in den 90er Jahren des 19. Jahrhunderts errichtet. Im unteren Bereich befinden sich drei (von ehemals sechs) um 1740/1750 geschaffene bemerkenswerte Sandsteinfiguren nach Art des Josef Schokotniggs. Die Statuen stellen die Heiligen Joseph, Philippus Neri und einen Ordensheiligen dar. | BDA-Hist.: Q37797220 Status: § 2a Stand der BDA-Liste: 2025-06-30 Name: Angelus-Stiege mit Skulpturengruppe und Kruzifix GstNr.: 12 Angelus-Stiege, Graz                                               |
| ja   | Datei hochladen | Basilika-Laden und Nebengebäude HERIS-ID: 103368 Objekt-ID: 119862                                       | Kirchplatz 5, 6 Standort KG: Graz Stadt-Fölling                        | | BDA-Hist.: Q37796872 Status: § 2a Stand der BDA-Liste: 2025-06-30 Name: Basilika-Laden und Nebengebäude GstNr.: 9, 11, 6                                                                               |
| ja   | Datei hochladen | Brunnen HERIS-ID: 103487 Objekt-ID: 119987                                                               | bei Kirchplatz 6 Standort KG: Graz Stadt-Fölling                       | Gedenkbrunnen, der anlässlich des Wasserleitungsbaues 1934 errichtet wurde. | BDA-Hist.: Q37797358 Status: § 2a Stand der BDA-Liste: 2025-06-30 Name: Brunnen GstNr.: 24 Fountain at Mariatrost basilica                                                                             |
| ja   | Datei hochladen | Basilika Mariatrost HERIS-ID: 103365 Objekt-ID: 119857                                                   | Kirchplatz 7 Standort KG: Graz Stadt-Fölling                           | Die am Purberg angelegte weit sichtbare Basilika, die ihre Doppelturmfassade der Stadt zuwendet wurde nach 1714 von Andreas Stengg und dessen Sohn Johann Georg Stengg erbaut, die Bauarbeiten zogen sich bis ins späte 18. Jahrhunderts hin. Sie wurde 1711 als Wallfahrtsort anerkannt, Gegenstand der Wallfahrt ist eine spätgotische Marienfigur, die 1689 aus Stift Rein in eine Vorgängerkapelle übertragen worden war und die sich bis heute am Hochaltar befindet. Die Kirche selbst hat einen kreuzförmigen Grundriss mit Mittelkuppel. Sie ist auf drei Seiten vom Klostergebäude umschlossen, nur an der Eingangsfront hat sie ihre Schauseite mit den viergeschoßigen Fassadentürmen. Anfang der 2020er-Jahre erfolgte die letzte Renovierung, dabei wurde auch die ursprüngliche rot-weiße Färbelung wiederhergestellt. | BDA-Hist.: Q675795 Status: § 2a Stand der BDA-Liste: 2025-06-30 Name: Basilika Mariatrost GstNr.: 25 Basilika Mariatrost                                                                               |
| ja   | Datei hochladen | Ehem. Franziskanerkloster HERIS-ID: 103369 Objekt-ID: 119863                                             | Kirchplatz 7, 8 Standort KG: Graz Stadt-Fölling                        | Das zweigeschoßige Klostergebäude ist im Norden, Süden und Osten an die Basilika Mariatrost angebaut. Der Nord- und Südtrakt weisen ein Schopfwalmgiebel auf, der Osttrakt ein Walmdach. Die mit Korbbogen-Steintoren (um 1770) ausgestatteten Westfronten der beiden Längstrakte sind mit der Kirchenfassade zu einem gemeinsamen Fassadenprospekt zusammengezogen. Der Übergang zwischen Kloster- und Kirchenfront wird durch ellipsoide Halbsäulen markiert. Die Fassade des Nord- und Südtraktes ist mit in Pilasterschäften versenkten, sich auf hohen Sockeln befindlichen, ellipsoiden Halbsäulen in toskanischer Ordnung gegliedert, der Osttrakt mit toskanischen Pilastern auf Sockeln. Die Gänge im Inneren sind kreuzgratgewölbt. Im Osttrakt befindet sich ein von Johann Baptist Scheith um 1750/1753 gemaltes illusionistisches Deckenfresko zur Stiftung der Kirche. | BDA-Hist.: Q37796894 Status: § 2a Stand der BDA-Liste: 2025-06-30 Name: Ehem. Franziskanerkloster GstNr.: 25, 24, 10 Former monastery, Mariatrost                                                      |
| ja   | Datei hochladen | Friedhof Mariatrost mit Kreuzkapelle und Bildstock HERIS-ID: 103420 Objekt-ID: 119918                    | neben Kirchplatz 9 Standort KG: Graz Stadt-Fölling                     | Der Mariatroster Friedhof weist eine um 1720/1730 errichtete zweitorige spätbarocke Portalgestaltung mit Volutengiebeln und toskanischen Pilastern auf. Die zwischen den beiden Portalen eingebettete Kreuzkapelle ist ein spätbarocker quadratischer Bau mit einem Platzlgewölbe. Die Wand- und Deckenmalereien sowie das Holzkruzifix stammen vom Ende des 19. bzw. Anfang des 20. Jahrhunderts. | BDA-Hist.: Q37797197 Status: § 2a Stand der BDA-Liste: 2025-06-30 Name: Friedhof Mariatrost mit Kreuzkapelle und Bildstock GstNr.: 26, 27, 29/1, 29/2 Friedhof Mariatrost                              |
| ja   | Datei hochladen | Wasner-Kapelle HERIS-ID: 103631 Objekt-ID: 120146                                                        | Mariatroster Straße / Föllinger Straße Standort KG: Graz Stadt-Fölling | Die Wasner-Kapelle wurde laut Inschrift 1794 erbaut. Der von einem Walmdach bedeckte kleine Bau ist über einem quadratischen Grundriss errichtet und weist eine Lisenengliederung auf. Im Dreiecksgiebel befindet sich ein von Louis Riegler signiertes Fresko des Guten Hirten. Das Altarretabel stammt aus dem Spätbarock (4. Viertel des 18. Jahrhunderts) und ist mit zwei Engelsfiguren versehen. | BDA-Hist.: Q37798167 Status: Bescheid Stand der BDA-Liste: 2025-06-30 Name: Wasner-Kapelle GstNr.: 219 Wasner-Kapelle                                                                                  |
| ja   | Datei hochladen | Sommerhaus HERIS-ID: 58507 Objekt-ID: 69208                                                              | Am Josefgrund 20 Standort KG: Wenisbuch                                | | BDA-Hist.: Q38083743 Status: Bescheid Stand der BDA-Liste: 2025-06-30 Name: Sommerhaus GstNr.: 1065/105 Sommerhaus Am Josefgrund, Graz                                                                 |
| ja   | Datei hochladen | Kath. Pfarrkirche Mariae Verkündigung mit Seelsorgezentrum und Pfarrhof HERIS-ID: 51419 Objekt-ID: 57063 | Am Rehgrund 2 Standort KG: Wenisbuch                                   | Die Pfarrkirche wurde in den Jahren 1973/1974 nach Plänen von Wolfgang Kapfhammer und Johannes Wegan errichtet und 1974 geweiht. Es handelt sich um eine Zentralraum-Anlage mit Stahlbetonstützen und einen Hängedach auf geschwungenen Holzträgern. Die Innenausstattung wurde von Gerhard Lojen entworfen. | BDA-Hist.: Q1692146 Status: § 2a Stand der BDA-Liste: 2025-06-30 Name: Kath. Pfarrkirche Mariae Verkündigung mit Seelsorgezentrum und Pfarrhof GstNr.: .958 Maria Verkündigungskirche (Graz-Kroisbach) |
| BW   | Datei hochladen | Villa/Landhaus HERIS-ID: 112942seit 2024                                                                 | Hilmteichstraße 101 Standort KG: Wenisbuch                             | Die Villa ist ein Teil der von Andreas Gisshammer 1912/13 errichteten Villenkolonie Königsmühlstraße. | BDA-Hist.: Q126122387 Status: Bescheid Stand der BDA-Liste: 2025-06-30 Name: Villa/Landhaus GstNr.: .408, 655/5                                                                                        |
| BW   | Datei hochladen | Villa/Landhaus HERIS-ID: 112943seit 2024                                                                 | Hilmteichstraße 103 Standort KG: Wenisbuch                             | Die Villa ist ein Teil der von Andreas Gisshammer 1912/13 errichteten Villenkolonie Königsmühlstraße. | BDA-Hist.: Q126122388 Status: Bescheid Stand der BDA-Liste: 2025-06-30 Name: Villa/Landhaus GstNr.: .407, 655/7                                                                                        |
| ja   | Datei hochladen | Leechwald-Villa HERIS-ID: 37133 Objekt-ID: 36209                                                         | Hilmteichstraße 104 Standort KG: Wenisbuch                             | Die Leechwald-Villa im gleichnamigen Wald wurde 1869 von Graf Attems errichtet. | BDA-Hist.: Q37974139 Status: Bescheid Stand der BDA-Liste: 2025-06-30 Name: Leechwald-Villa GstNr.: .220 Leechwald-Villa                                                                               |
| BW   | Datei hochladen | Villa/Landhaus HERIS-ID: 112944seit 2024                                                                 | Hilmteichstraße 105 Standort KG: Wenisbuch                             | Die Villa ist ein Teil der von Andreas Gisshammer 1912/13 errichteten Villenkolonie Königsmühlstraße. | BDA-Hist.: Q126122389 Status: Bescheid Stand der BDA-Liste: 2025-06-30 Name: Villa/Landhaus GstNr.: .410, 655/2                                                                                        |
| BW   | Datei hochladen | Villa/Landhaus HERIS-ID: 112945seit 2024                                                                 | Hilmteichstraße 107 Standort KG: Wenisbuch                             | Die Villa ist ein Teil der von Andreas Gisshammer 1912/13 errichteten Villenkolonie Königsmühlstraße. | BDA-Hist.: Q126122390 Status: Bescheid Stand der BDA-Liste: 2025-06-30 Name: Villa/Landhaus GstNr.: .383, 655/8                                                                                        |
| ja   | Datei hochladen | Ehem. Forsthaus mit Nebengebäude HERIS-ID: 46868 Objekt-ID: 49162                                        | Hilmteichstraße 108 Standort KG: Wenisbuch                             | Das Forsthaus mit Nebengebäuden wurde 1883 im Auftrag von Heinrich Graf von Attems zur Bewirtschaftung des Leechwaldes errichtet. | BDA-Hist.: Q38024320 Status: Bescheid Stand der BDA-Liste: 2025-06-30 Name: Ehem. Forsthaus mit Nebengebäude GstNr.: .227 Forsthaus Hilmteichstraße, Mariatrost                                        |
| BW   | Datei hochladen | Villa/Landhaus HERIS-ID: 112946seit 2024                                                                 | Hilmteichstraße 109 Standort KG: Wenisbuch                             | Die Villa ist ein Teil der von Andreas Gisshammer 1912/13 errichteten Villenkolonie Königsmühlstraße. | BDA-Hist.: Q126122391 Status: Bescheid Stand der BDA-Liste: 2025-06-30 Name: Villa/Landhaus GstNr.: .429, 655/9                                                                                        |
| ja   | Datei hochladen | Schweizerhaus HERIS-ID: 46869 Objekt-ID: 49163                                                           | Hilmteichstraße 110 Standort KG: Wenisbuch                             | Das Schweizerhaus wurde 1859 mit einem Eiskeller und einem darüber gelegenen Biersalon errichtet. | BDA-Hist.: Q38024330 Status: Bescheid Stand der BDA-Liste: 2025-06-30 Name: Schweizerhaus GstNr.: .219 Schweizerhaus (Graz)                                                                            |
| ja   | Datei hochladen | Schlosskapelle Hl. Familie HERIS-ID: 37134 Objekt-ID: 36210                                              | Josefweg 45 Standort KG: Wenisbuch                                     | Die Kapelle, die Teil des um die Mitte des 17. Jahrhunderts erbauten barocken Schlossensembles St. Joseph ist, weist einen auf 1658 datierten Kapelleneingang auf. Der Säulenaltar mit Sprenggiebel stammt aus dem dritten Viertel des 17. Jhs. Das Altarblatt stellt den Heiligen Wandel dar. Die Seitenfiguren (Heiliger Ignatius und Heiliger Thomas) stammen aus dem vierten Viertel des 19. Jhs; die Engelsfiguren im Aufsatz vom dritten Viertel des 17. Jhs. | BDA-Hist.: Q37974150 Status: Bescheid Stand der BDA-Liste: 2025-06-30 Name: Schlosskapelle Hl. Familie GstNr.: .152/1 Schloss St. Joseph, Graz                                                         |
| BW   | Datei hochladen | Villa/Landhaus HERIS-ID: 112947seit 2024                                                                 | Königsmühlstraße 1 Standort KG: Wenisbuch                              | Die Villa ist ein Teil der von Andreas Gisshammer 1912/13 errichteten Villenkolonie Königsmühlstraße. | BDA-Hist.: Q126122392 Status: Bescheid Stand der BDA-Liste: 2025-06-30 Name: Villa/Landhaus GstNr.: .380, 645/4                                                                                        |
| BW   | Datei hochladen | Villa/Landhaus HERIS-ID: 112949seit 2024                                                                 | Königsmühlstraße 5 Standort KG: Wenisbuch                              | Die Villa ist ein Teil der von Andreas Gisshammer 1912/13 errichteten Villenkolonie Königsmühlstraße. | BDA-Hist.: Q126122394 Status: Bescheid Stand der BDA-Liste: 2025-06-30 Name: Villa/Landhaus GstNr.: .82/1, 645/10                                                                                      |
| BW   | Datei hochladen | Villa/Landhaus HERIS-ID: 112950seit 2024                                                                 | Königsmühlstraße 7 Standort KG: Wenisbuch                              | Die Villa ist ein Teil der von Andreas Gisshammer 1912/13 errichteten Villenkolonie Königsmühlstraße. | BDA-Hist.: Q126122395 Status: Bescheid Stand der BDA-Liste: 2025-06-30 Name: Villa/Landhaus GstNr.: .409, 645/5                                                                                        |
| BW   | Datei hochladen | Villa/Landhaus HERIS-ID: 112951seit 2024                                                                 | Königsmühlstraße 9 Standort KG: Wenisbuch                              | Die Villa ist ein Teil der von Andreas Gisshammer 1912/13 errichteten Villenkolonie Königsmühlstraße. | BDA-Hist.: Q126122396 Status: Bescheid Stand der BDA-Liste: 2025-06-30 Name: Villa/Landhaus GstNr.: .381, 645/6                                                                                        |
| BW   | Datei hochladen | Villa/Landhaus HERIS-ID: 112952seit 2024                                                                 | Königsmühlstraße 11 Standort KG: Wenisbuch                             | Die Villa ist ein Teil der von Andreas Gisshammer 1912/13 errichteten Villenkolonie Königsmühlstraße. | BDA-Hist.: Q126122393 Status: Bescheid Stand der BDA-Liste: 2025-06-30 Name: Villa/Landhaus GstNr.: .382, 645/7                                                                                        |
| ja   | Datei hochladen | Hügelgräber im Leechwald HERIS-ID: 40391 Objekt-ID: 40322                                                | Leechwald Standort KG: Wenisbuch                                       | | BDA-Hist.: Q37994509 Status: Bescheid Stand der BDA-Liste: 2025-06-30 Name: Hügelgräber im Leechwald GstNr.: 650/2, 650/7                                                                              |
| ja   | Datei hochladen | Figurenbildstock Maria Immaculata HERIS-ID: 37001 Objekt-ID: 36071                                       | Mariagrüner Straße 87, in der Nähe Standort KG: Wenisbuch              | Die Sandsteinfigur der Maria Immaculata befindet sich auf einem geschwungenen Sandsteinsockel. Sie ist mit V. Königer 1760 signiert. Ursprünglich befand sich der Bildstock vor der Grazer Münzgrabenkirche. | BDA-Hist.: Q37973330 Status: § 2a Stand der BDA-Liste: 2025-06-30 Name: Figurenbildstock Maria Immaculata GstNr.: 751 Maria Immaculata, Mariagrün                                                      |
| ja   | Datei hochladen | Wegkreuz HERIS-ID: 104683 Objekt-ID: 121549                                                              | Mariagrüner Straße Standort KG: Wenisbuch                              | Das Kruzifix stammt vom Ende des 18. Jhs. | BDA-Hist.: Q37801582 Status: § 2a Stand der BDA-Liste: 2025-06-30 Name: Wegkreuz GstNr.: 751 Mariagrüner Kirche, Graz                                                                                  |
| ja   | Datei hochladen | Maria Immaculata HERIS-ID: 104707 Objekt-ID: 121579                                                      | bei Mariagrüner Straße 19 Standort KG: Wenisbuch                       | Die überlebensgroße Sandsteinfigur befindet sich auf einem geschwungenen Sockel und ist mit V. Königer, 1766 signiert. | BDA-Hist.: Q37801706 Status: Bescheid Stand der BDA-Liste: 2025-06-30 Name: Maria Immaculata GstNr.: 696/2                                                                                             |
| ja   | Datei hochladen | Ehem. Gasthaus bei der Kirche HERIS-ID: 37135 Objekt-ID: 36211                                           | Mariagrüner Straße 81 Standort KG: Wenisbuch                           | | BDA-Hist.: Q37974161 Status: Bescheid Stand der BDA-Liste: 2025-06-30 Name: Ehem. Gasthaus bei der Kirche GstNr.: .102, .188                                                                           |
| ja   | Datei hochladen | Bildstock HERIS-ID: 104857 Objekt-ID: 121740                                                             | Mariatroster Straße / Janischhofweg Standort KG: Wenisbuch             | Der Bildstock in Breitpfeilerform wurde im 18. Jahrhundert errichtet und besitzt einen bemerkenswerten architektonischen Aufbau. In der zentralen Nische befindet sich eine spätbarocke Marienstatue aus Sandstein. Je ein adorierender Engel (ebenfalls aus Sandstein) ist jeweils seitlich angeordnet und nach der Art Joseph Schokotniggs um 1740/1750 geschaffen. | BDA-Hist.: Q37802605 Status: § 2a Stand der BDA-Liste: 2025-06-30 Name: Bildstock GstNr.: 1153 |
| ja   | Datei hochladen | Johannes-Kapelle HERIS-ID: 104739 Objekt-ID: 121615                                                      | Mariatroster Straße 112 Standort KG: Wenisbuch                         | Die Kapelle, dem Heiligen Johannes Nepomuk geweiht, wurde um 1730/1735 erbaut. Laut einer Inschrift wurde sie durch Anna Neuhold 1794 wiederhergestellt (an der Giebelfront fälschlich mit 1792 datiert). Die Kapelle ist ein mittelgroßer Rechteckbau mit einer Pilasterfassade, einem attikaartigen Giebel und einem spitzhelmbekrönten Giebelreiter. Die schmiedeeisernen Gitterflügel und Oberlichtgitter in Régence-Stilformen stammen vermutlich noch vom Altbau. An der geraden Chorwand des stichkappengewölbte Innenraums befindet sich ein gemauerter Brückenaufbau mit der aus dem zweiten Viertel des 18. Jahrhunderts stammenden geschnitzten Darstellung des Brückensturzes des Heiligen Johannes Nepomuk. Davor steht ein kleines Altarretabel mit leuchterhaltenden Engelsputten aus dem dritten Viertel des 18. Jahrhunderts. Die geschnitzte Pietà an der Chorwand und das Holzkruzifix an der Emporenbrüstung stammen aus der Mitte des 18. Jahrhunderts. Weitere Teile der Innenausstattung sind ein Gemälde des hl. Johannes Nepomuk in der Vision der Madonna aus der 1. Hälfte des 18. Jahrhunderts, spätklassizistische Marmorepitaphien an den Seitenwänden, sowie das aus dem zweiten Viertel des 18. Jahrhunderts stammende Gestühl. | BDA-Hist.: Q37801753 Status: § 2a Stand der BDA-Liste: 2025-06-30 Name: Johannes-Kapelle GstNr.: .74                                                                                                   |
| ja   | Datei hochladen | Stationsgebäude, ehem. Bahnhof Mariatrost HERIS-ID: 104844 Objekt-ID: 121727                             | Mariatroster Straße 200 Standort KG: Wenisbuch                         | Das Stationsgebäude Mariatrost gehörte ursprünglich zur 1898 eröffneten Elektrischen Kleinbahn Graz – Mariatrost | BDA-Hist.: Q37802575 Status: § 2a Stand der BDA-Liste: 2025-06-30 Name: Stationsgebäude, ehem. Bahnhof Mariatrost GstNr.: .299 Former Bahnhof Mariatrost, Graz                                         |
| ja   | Datei hochladen | Straßenbahnremise, Tramway-Museum-Graz HERIS-ID: 104851 Objekt-ID: 121734                                | Mariatroster Straße 204 Standort KG: Wenisbuch                         | Die Remise gehörte ursprünglich zur 1898 eröffneten Elektrischen Kleinbahn Graz – Mariatrost, wurde 1941 von der Straßenbahn Graz übernommen und fungierte als deren Remise IV. Seit 1983 ist hier das Tramway Museum Graz untergebracht. | BDA-Hist.: Q125549545 Status: § 2a Stand der BDA-Liste: 2025-06-30 Name: Straßenbahnremise, Tramway-Museum-Graz GstNr.: .297, 1145/5 Remise IV, Graz                                                   |
| ja   | Datei hochladen | Stephanienwarte HERIS-ID: 104880 Objekt-ID: 121763                                                       | Plattensteig Standort KG: Wenisbuch                                    | Die Stephaniewarte wurde 1880 errichtet. Der Sockel ist mit Bruchsteinen gemauert, die oberen Teile im Sichtziegelstil. Das Geländer ist im Aussichtsbereich wird aus Eisenornamenten gebildet, das Blechdach ruht auf vier Eisensäulen. | BDA-Hist.: Q65048708 Status: Bescheid Stand der BDA-Liste: 2025-06-30 Name: Stephanienwarte GstNr.: .226 Stephanienwarte (Graz)                                                                        |
| ja   | Datei hochladen | Turmwärterhaus HERIS-ID: 104665 Objekt-ID: 121529                                                        | Roseggerweg 31 Standort KG: Wenisbuch                                  | Das Turmwärterhaus der angrenzenden Hilmwarte wurde gemeinsam mit letzterer in den Jahren 1887 und 1888 auf Initiative von Johannes Kleinoscheg (1817–1896) errichtet. | BDA-Hist.: Q64512853 Status: Bescheid Stand der BDA-Liste: 2025-06-30 Name: Turmwärterhaus GstNr.: .231 Turmwärterhaus (Hilmwarte)                                                                     |
| ja   | Datei hochladen | Hilmwarte HERIS-ID: 46870 Objekt-ID: 49164                                                               | bei Roseggerweg 31 Standort KG: Wenisbuch                              | Zwischen 1887 und 1888 wurde als zusätzliche Bereicherung des Hilmteichgeländes an der Stelle, an der sich zuvor ein hölzerner Turm befand, ein Aussichtsturm samt zugehörigem Turmwärterhaus errichtet. Der Bau des 40 m hohen Backsteinbaus ging auf eine Anregung von Johannes Kleinoscheg (1817–1896) zurück. 183 Stufen führten zu einer Aussichtsplattform, die während des Zweiten Weltkriegs von Mitgliedern der Brandwache benutzt wurde. Seit der Renovierung in den Jahren 1984/85 dient die Hilmwarte als Wetterradar-Forschungsstation. | BDA-Hist.: Q1618880 Status: Bescheid Stand der BDA-Liste: 2025-06-30 Name: Hilmwarte GstNr.: .230 Hilmwarte                                                                                            |
| ja   | Datei hochladen | Ehem. Sanatorium Mariagrün / Kinderkrippe Haus des Kindes HERIS-ID: 104907 Objekt-ID: 121793             | Schönbrunngasse 30 Standort KG: Wenisbuch                              | Ursprünglich Sanatorium Mariatrost, erlangte durch Richard von Krafft-Ebing internationale Bekanntheit. | BDA-Hist.: Q2111148 Status: Bescheid Stand der BDA-Liste: 2025-06-30 Name: Ehem. Sanatorium Mariagrün/ Kinderkrippe Haus des Kindes GstNr.: .228 Haus des Kindes, Graz                                 |
| ja   | Datei hochladen | Mariagrüner Denkmal HERIS-ID: 104684 Objekt-ID: 121550                                                   | Stoffbauerweg 5 Standort KG: Wenisbuch                                 | Das Spätbiedermeier-Denkmal wurde im zweiten Viertel des 19. Jahrhunderts errichtet und bezieht sich inhaltlich auf die Gründung der Kirche Mariagrün. Der quadratische Aufbau wird von einer Terrakottavase gekrönt. Die im Aufbau eingeschriebenen Verse stammen von Louis Bonaparte, der einen Teil seines Exils in Graz verbrachte, von Ignaz Franz Castelli und Anastasius Grün. | BDA-Hist.: Q37801593 Status: § 2a Stand der BDA-Liste: 2025-06-30 Name: Mariagrüner Denkmal GstNr.: 747/6 Mariagrüner Denkmal                                                                          |
| ja   | Datei hochladen | Kath. Filialkirche Mariagrün/Stationskaplanei Mariae Heimsuchung HERIS-ID: 51418 Objekt-ID: 57062        | gegenüber Stoffbauerweg 5 Standort KG: Wenisbuch                       | Die Kirche geht auf eine 1663 gestiftete Kapelle zurück und erhielt ihr heutiges Aussehen im Jahr 1852. Sie hat eine neoromanische Fassade mit Dreiecksgiebel, die Figuren in den Nischen (hll. Joseph und Florian) stammen von Jakob Gschiel aus dem Jahr 1875. Der dem Chor vorgestellte Turm ist mit einer Zwiebelhaube bkrönt. Das Langhaus ist einschiffig mit zwei Jochen und tonnengewölbt, der Hochaltar stammt aus der Mitte des 18. Jahrhunderts. Bekannt ist die Kirche als Hochzeitskirche Peter Roseggers. | BDA-Hist.: Q1896554 Status: § 2a Stand der BDA-Liste: 2025-06-30 Name: Kath. Filialkirche Mariagrün/Stationskaplanei Mariae Heimsuchung GstNr.: .103 Mariagrüner Kirche, Graz                          |
| ja   | Datei hochladen | Mariae-Krönungs-Kapelle HERIS-ID: 104679 Objekt-ID: 121545                                               | bei Stoffbauerweg 6 Standort KG: Wenisbuch                             | Der kleine, quadratische Bau mit geschweiften Giebeln wurde vermutlich 1678 errichtet. In der Schauseite mit Sprenggiebel und Pilastern öffnet sich ein profiliertes Rundbogentor mit bemerkenswerten schmiedeeisernen Gitterflügel aus der Bauzeit. Im tonnengewölbten Innenraum befindet sich ein Säulenaltar im Knorpelstil, der vermutlich zeitgleich mit dem Gebäudebau entstanden ist. Das Altarblatt zeigt die Krönung Marias; im Oberbild wird der Heilige Franz von Assisi dargestellt. | BDA-Hist.: Q37801560 Status: § 2a Stand der BDA-Liste: 2025-06-30 Name: Mariae-Krönungs-Kapelle GstNr.: .104 Mariae-Krönungs-Kapelle, Graz                                                             |
| ja   | Datei hochladen | Gutshof, Wohnhaus HERIS-ID: 104925 Objekt-ID: 121820                                                     | Tannhofweg 5 Standort KG: Wenisbuch                                    | | BDA-Hist.: Q37802789 Status: § 2a Stand der BDA-Liste: 2025-06-30 Name: Gutshof, Wohnhaus GstNr.: .61                                                                                                  |
| BW   | Datei hochladen | Villa/Landhaus HERIS-ID: 112953seit 2024                                                                 | Untere Schönbrunngasse 4 Standort KG: Wenisbuch                        | Die Villa ist ein Teil der von Andreas Gisshammer 1912/13 errichteten Villenkolonie Königsmühlstraße. | BDA-Hist.: Q126122397 Status: Bescheid Stand der BDA-Liste: 2025-06-30 Name: Villa/Landhaus GstNr.: .400, 655/4                                                                                        |
| ja   | Datei hochladen | Schloss Kroisbach (Wohntrakt) HERIS-ID: 60370 Objekt-ID: 72663seit 2016                                  | Unterer Plattenweg 49 Standort KG: Wenisbuch                           | Das am Westabhang der Platte liegende Schloss, das das Tal von Mariagrün beherrscht, wurde 1650–1655 für den Grafen Abundio erbaut. Umbauten erfolgten später im 17. und im 19. Jahrhundert. Es ist ein zweigeschoßiger rechteckiger Baublock, am Westtrakt befindet sich ein hölzerner Dachreiter mit Zwiebelhaube. | BDA-Hist.: Q38091701 Status: Bescheid Stand der BDA-Liste: 2025-06-30 Name: Schloss Kroisbach (Wohntrakt) GstNr.: .119 Schloss Kroisbach                                                               |